# Ligne de Palerme à Catane
La ligne de chemin de fer Palerme à Catane est la plus longue ligne de chemin de fer de Sicile. D'une longueur de 241 km, la ligne traverse quatre provinces, celles de Palerme, Caltanissetta, Enna et Catane.

## Histoire

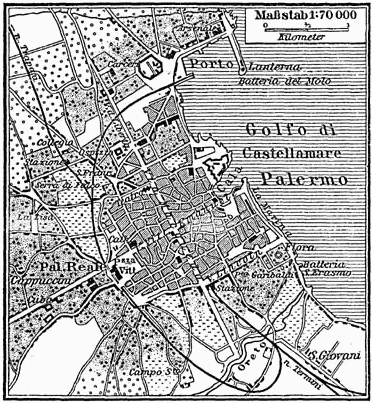
Carte de Palerme datant de 1888 avec la gare centrale et les deux lignes bifurquant vers Trapani et Catane / Agrigente.

La ligne de chemin de fer Palerme-Catane est construite directement pas l'État pour le tronçon Palerme-Bagheria (1863) et le début du tronçon jusqu'à Trabia qui est achevé par la societé des banquiers Adami e Lemmi de Livourne (1864). Le tronçon Termini-Trabia est construit par la Compagnie du chemin de fer Victor-Emmanuel (1866) puis poursuivie et achevée par la Compagnie des chemins de fer de Sicile. Également connue sous le nom de Rete Sicula, elle ne fut pas initialement conçu comme une ligne destinée à unir les deux grandes villes de Sicile, mais celle-ci vient d'une union posthume (commune à de nombreuses autres lignes italiennes) de deux longues sections de voie ferré Palerme-Roccapalumba-Lercara-Girgenti-Porto Empedocle et Catane-Santa Caterina Xirbi-Canicattì-Licata conçues et utilisées à des fins différentes. La section de Palerme à Roccapalumba fut construite spécifiquement pour le transport des minéraux soufrés du grand bassin minier de Lercara vers les ports les plus proches, à savoir ceux de Termini Imerese et Palerme et en vue de son extension à Porto Empedocle.
La section intérieure de Catane fut créée à des fins similaires : reliant les bassins de soufre de Valguarnera Caropepe, Assoro et Leonforte dans la province d'Enna, et le transport de soufre et des minéraux de la région de Villarosa et Caltanissetta, le tout vers le port de Catane. La ligne servait aussi à acheminer les productions agricoles de la plaine de Catane.
| Tronçon                                                | Inauguration      |
| ------------------------------------------------------ | ----------------- |
| Palerme - Bagheria                                     | 28 avril 1863     |
| Bagheria - Trabia                                      | 25 juillet 1864   |
| Trabia - Termini Imerese                               | 20 février 1866   |
| Termini Imerese - Cerda                                | 1er avril 1869    |
| Cerda- Sciara                                          | 6 juin 1869       |
| Catane - Bicocca                                       | 1er juillet 1869  |
| Sciara - Montemaggiore Belsito                         | 15 septembre 1869 |
| Montemaggiore Belsito- Fiaccati                        | 16 février 1870   |
| Bicocca- Catenanuova                                   | 15 mai 1870       |
| Catenanuova- Raddusa                                   | 27 juin 1870      |
| Fiaccati- Roccapalumba                                 | 3 juillet 1870    |
| Raddusa - Leonforte Pirate                             | 15 août 1870      |
| Leonforte Pirato - Villarosa                           | 1er février 1876  |
| Villarosa - Caltanissetta Xirbi                        | 1er mars 1876     |
| Roccapalumba - Valledolmo                              | 5 juin 1881       |
| Valledolmo- Marianopoli                                | 15 septembre 1881 |
| Caltanissetta Xirbi-tunnel de Marianopoli (entrée est) | 20 décembre 1881  |
| Tunnel de Marianopoli                                  | 1er août 1885     |

Le premier tronçon, de Palerme à Bagheria d'un peu plus de 13 km, fut inauguré le 28 avril 1863. L'année suivante la ligne atteignit Trabia (18 km). Il fallut cependant attendre 1866 pour l'ouverture d'un tronçon de 5 km jusqu'à Termini Imerese. Le bassin de soufre de Lercara étant situé à proximité de la vallée du fleuve Torto, cette vallée fut choisie pour réaliser la construction de la ligne de chemin de fer. Le 1er avril 1869 débuta l'ouverture des différentes sections et la ligne atteignit Roccapalumba à l'été 1870. La gare de Roccapalumba-Alia fut construite près du lit du fleuve et devint plus tard une branche des lignes pour Catane et Porto Empedocle.
Entre-temps, en 1869, la première section entre Catane et Bicocca avait été ouverte à la circulation ; au milieu de 1870, le tronçon était déjà en service jusqu'à la gare de Dittaino et Pirato (la gare de Leonforte), construit car la zone abritait les bassins miniers de Grottacalda et Floristella et des dizaines de mines dans la zone d'Enna. Par la suite, les travaux s'étendirent vers Enna et Santa Caterina Xirbi, atteints à l'été 1876, également intéressés par la ligne pour l'importance des activités d'extraction des mines de soufre des bassins de la Sicile centrale.
Entre-temps, le 15 décembre 1876, le tronçon restant Roccapalumba-Porto Empedocle fut inauguré, reliant ainsi également les bassins miniers de Nisseno au port de Porto Empedocle et la production agricole à la capitale insulaire. 
Les autorités firent face à la demande de plus en plus pressante d'une liaison directe entre Palerme et Santa Caterina Xirbi, surtout parce que l'itinéraire était encore utilisé pour la liaison avec Messine (la ligne « Tirrenica » n'étant pas encore construite). Le choix du tracé, cependant, fut complexe ; diverses alternatives furent proposées dont celle de la haute vallée de l'Imera qui raccourcit considérablement le tracé, alternative qui fut ensuite utilisée pour le tracé de l'autoroute A19. Il y eut des discussions et des polémiques de toutes sortes avec l'ingérence de politiciens de toutes sortes qui, à des fins électorales, se posèrent en champions de solutions, la plupart du temps irrationnelles qui intéressaient certaines municipalités ou certains groupes de pouvoir. En 1877, un compromis technico-politique fut atteint et l'itinéraire actuel de Vallelunga fut choisi, entre Xirbi et Roccapalumba, où il rejoignit la ligne déjà existante Palerme-Porto Empedocle. La construction de la ligne d'environ 56 km fut divisé en quatre sections, chacune étant sous-traitée. Les travaux s'achevèrent en décembre 1881, excepté le long tunnel de Marianopoli d'une longueur de 7 km, inauguré seulement le 1er août 1885. Dans la période entre 1882 et 1885, la ligne fut utilisée avec le transfert par diligence sur une route spécialement construite, entre la gare provisoire de Mimiani-San Cataldo et la gare de Marianopoli. Dans les années suivantes, il y eut le développement de nombreux tramways, chemins de fer miniers connexes et à voie étroite tels que les lignes Dittaino-Piazza Armerina, Dittaino-Assoro-Leonforte, le tramway à vapeur Raddusa-minere di Sant'Agostino et ceux autour de la gare de Villarosa et du bassin de Lercara.
La ligne, délaissée pendant de nombreuses années, a subi ces dernières années le renouvellement de la voie avec des ajustements limités du rayon de certaines courbes, l'électrification en courant continu à 3000 Volts (réalisée pour le tronçon de Roccapalumba à Caltanissetta Xirbi dans les premiers mois de 1996) et l'installation du bloc compteur d'essieux automatique et du CTC.

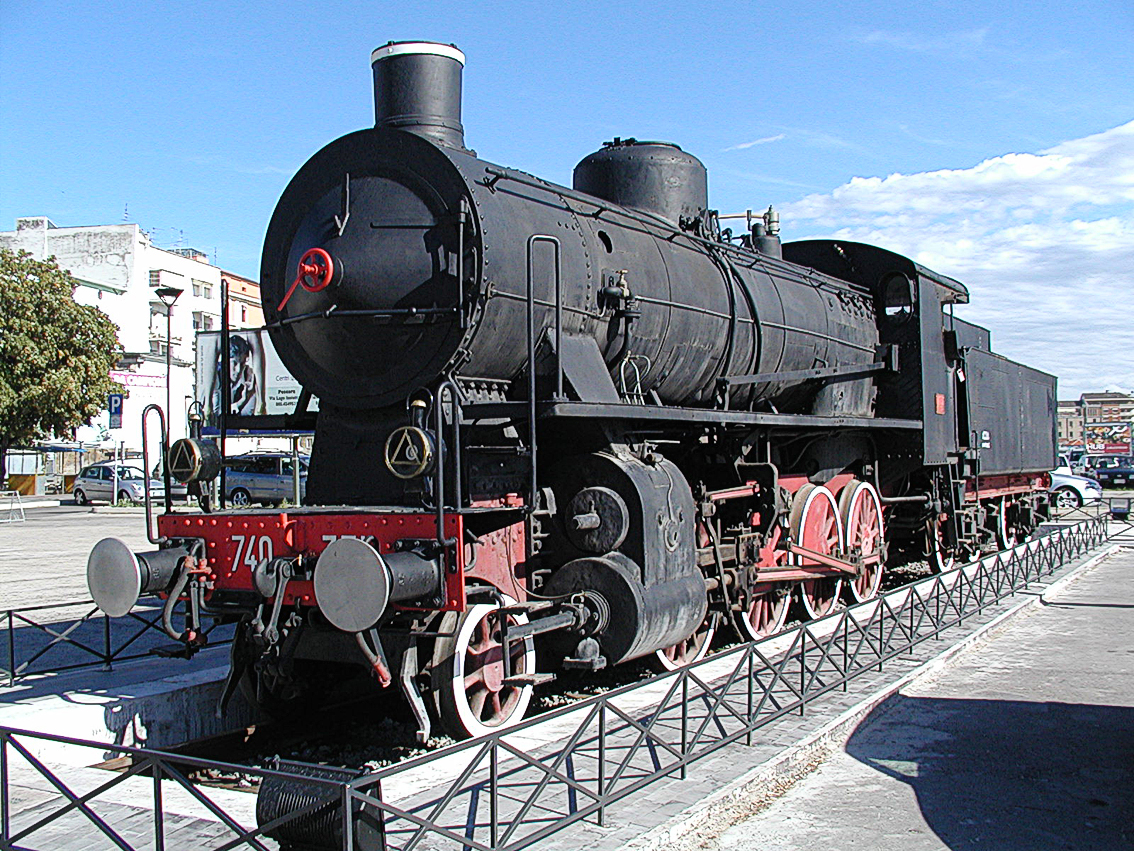
Une Locomotive 740, aujourd'hui conservée comme monument à Pescara.

En 2013, la ligne est fortement sous-utilisée, avec la suppression quasi complète du service direct entre les villes extrêmes à l'exception d'un service régional rapide et la mise en place du changement de train à Roccapalumba. La vitesse moyenne est d'environ 80-90 km/h ; les pics maximaux (125 km/h) peut être atteint sur différents tronçons entre Catenanuova et Bicocca et près de Bagheria (140 km/h).
L'interruption inattendue de l'autoroute A19 Palerme-Catane qui contraint la circulation automobile à un itinéraire alternatif long et tortueux a entraîné, à partir du 3 mai 2015, la refonte du service offert par Trenitalia à la suite des accords-programmes avec la Région sicilienne et les principaux municipalités concernées ; 7 offres supplémentaires de services voyageurs quotidiens sont prévues avec des trains Minuetto pour un trajet de 02 h 44.
En juin 2021, les premiers travaux de doublement débutent entre les gares de Bicocca et Catenanuova (premier tronçon du projet de la nouvelle ligne à grande capacité Palerme-Catane) rendant la ligne temporairement fermée entre Bicocca et Catenanuova et Syracuse (chemin de fer Messine-Syracuse) avec la substitution des bus de Catania Centrale à la gare de Dittaino ; de Dittaino, les voyageurs peuvent continuer en train jusqu'à Caltanissetta ou Palerme. Les travaux de doublement entre les gares de Bicocca et Catenanuova devraient être achevés fin 2022.